# Rente de situation

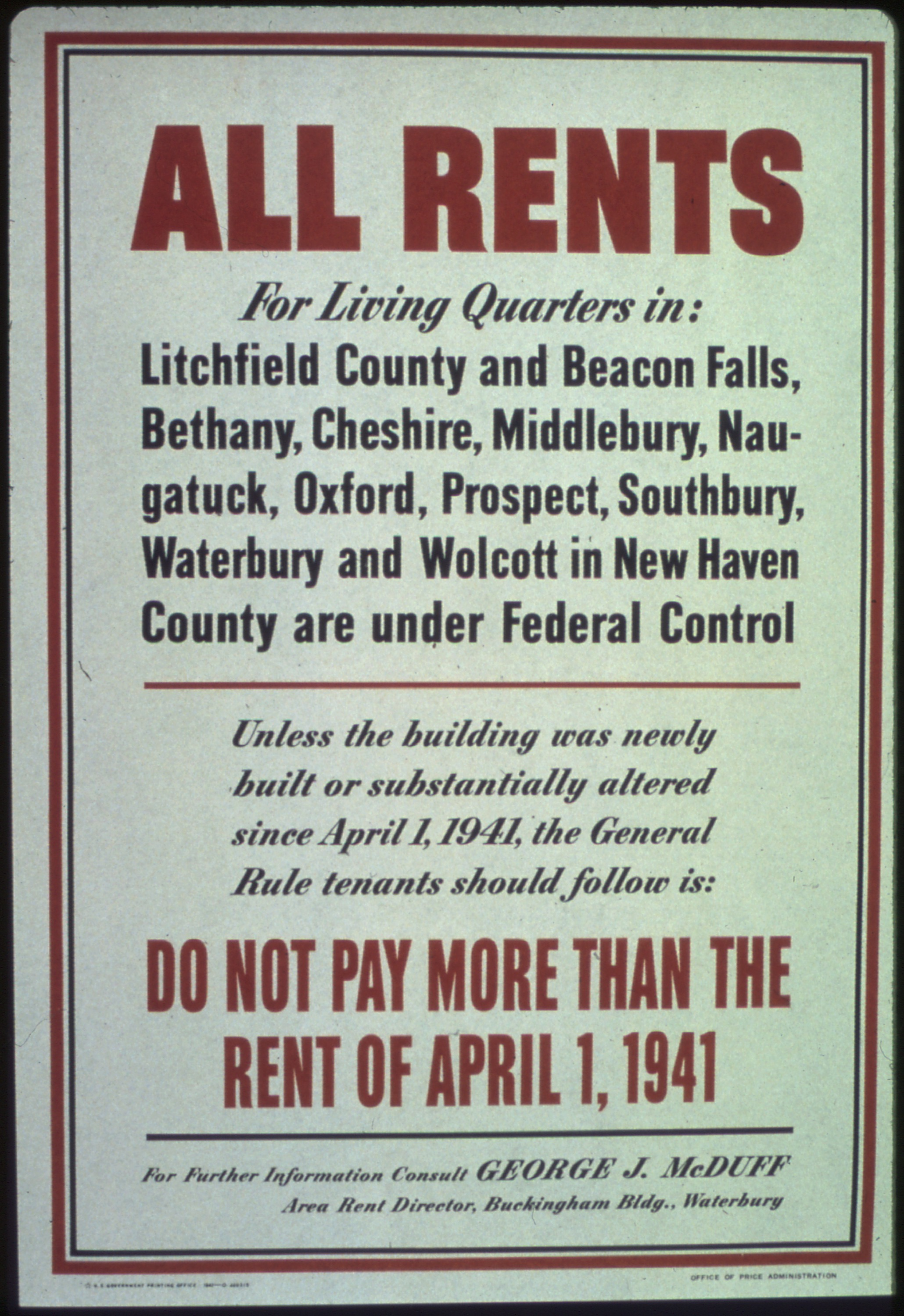
Affiche indiquant de ne pas payer surpayer la rente en 1941.

Une rente de situation est un surplus de rentabilité (parfois appelé surprofit) qu'obtient une entreprise ayant un avantage compétitif. Cet avantage peut venir :
- d'une plus grande efficacité technique : coûts moindres, produits et services plus attractifs (différenciation) ;
- ou d'une meilleure situation sur le marché : position de monopole ou de leader en part de marché, marque plus connue ou mieux perçue, accès privilégié à certaines ressources ou débouchés, etc. On peut parler dans ce cas de concurrence imparfaite. Dans le cas de monopole, on parle de « rente de monopole » ;
- ou de politiques propices au corporatisme ou au protectionnisme, créant des « barrières à l'entrée » artificielles pour les concurrents potentiels.

Au niveau de la valorisation de l'entreprise, ce surplus de rentabilité est considéré comme le produit d'un actif immatériel, comptabilisé ou non au bilan selon les cas, et appelé goodwill (ou fonds de commerce pour les entreprises commerciales).
Les brevets et autres formes de propriété industrielle (marques...) sont destinés à apporter une rente de situation temporaire ou permanente au créateur en le protégeant notamment des contrefacteurs.